# Chiara Boggiatto
Chiara Boggiatto (Moncalieri, 17 febbraio 1986) è un'ex nuotatrice italiana, Specialista nella rana con i 200 m come distanza in cui si esprime meglio, sia in vasca corta che in vasca lunga. Ha vinto in carriera 36 titoli italiani ed è stata tre volte bronzo europeo in vasca corta nei 100 m e 200 m. È la sorella di Alessio Boggiatto, anch'egli nuotatore di caratura internazionale.

## Carriera
È cresciuta alla Sisport Fiat di Torino seguita inizialmente da Fabrizio Miletto. Successivamente è passata alla LaPresse Nuoto dove per tre anni è stata la capitana. Attualmente, dopo la chiusura della società, è tesserata per il Livorno Nuoto.
Dopo essersi rivelata tra le migliori raniste italiane appena quattordicenne, quando è salita sul podio nei campionati nazionali assoluti del 2000, partecipa agli europei giovanili del 2001 e del 2002 e alla sua prima competizione assoluta in nazionale, i Giochi del Mediterraneo del 2001, vince l'Oro nei 200 m. L'anno dopo viene convocata ai campionati europei di Berlino, dove entra in finale nei 200 m. Nel 2003 partecipa agli europei in vasca corta di Dublino è ancora finalista nei 200 m.
Nel maggio 2004 agli europei di Madrid è finalista nei 100 m e con Alessandra Cappa, Francesca Segat e Federica Pellegrini fa parte della staffetta 4×100 m mista che sfiora il podio. Nell'agosto di quell'anno arriva la partecipazione ai Giochi olimpici di Atene, dove è semifinalista sia nei 100 che nei 200 m rana. L'anno dopo è ai mondiali di Montréal, dove sfiora la finale nei 200 m e la disputa nei 100 m, giungendo infine quinta con la 4×100 m mista composta da lei, Alessia Filippi, Ambra Migliori e Federica Pellegrini. A dicembre 2005, agli europei in vasca da 25 metri di Trieste, vince due medaglie di bronzo nei 100 e 200 m oltre ad arrivare in finale nei 50 m e nella 4×50 m mista.
Le gare principali del 2006 le ha disputate in aprile ai mondiali in vasca corta di Shanghai, dove con Elena Gemo, Francesca Segat e Cristina Chiuso sfiora ancora il podio nella 4×100 m mista, e in agosto a Budapest: agli europei arriva in finale nei 100 m. Nel 2007 è a Melbourne per i mondiali in vasca da 50 metri, ma in quell'occasione non ha ottenuto grandi risultati. Anche il 2008 è un anno di minore successo, agli europei di Eindhoven e di Fiume non è riuscita ad entrare in nessuna finale, e non ha partecipato ai Giochi olimpici di Pechino.
È Tornata ai Giochi del Mediterraneo a fine giugno 2009 a Pescara, e ha vinto l'Argento nei 200 m; pochi giorni dopo ha partecipato alle Universiadi di Belgrado vincendo l'oro nei 100 m, arrivando in finale nei 200 e arrivando infine seconda nella 4×100 m mista con Elena Gemo, Cristina Maccagnola ed Erica Buratto. In agosto ha sfiorato l'ingresso nella finale dei 100 m rana ai mondiali di Roma e termina l'anno finalista nei 200 m agli europei in vasca corta di Istanbul.
Nel 2010 ci sono due europei e un mondiale in cui gareggiare, e Chiara partecipa a due finali in quelli in vasca lunga di Budapest: 200 m rana e 4×100 m mista con la Gemo, la Segat e Chiara Masini Luccetti; in quelli novembrini nella vasca di Eindhoven arriva il terzo posto nei 200 m e il sesto nei 100. A dicembre è a Dubai per i mondiali e lì è ancora finalista nella 4×100 m mista con la Gemo, Caterina Giacchetti e la Masini Luccetti.
Conquista la prima medaglia internazionale in vasca lunga ai Campionati Europei di Debrecen 2012, precisamente nella staffetta 4x100 mista insieme ad Arianna Barbieri, Ilaria Bianchi ed Alice Mizzau e, sempre nel 2012 partecipa alle Olimpiadi di Londra. Il 1º agosto gareggia nella 200 m rana, dove chiude con il 22º posto (2'27"74) e non si qualifica per le semifinali.

## Primati personali
I suoi primati personali in vasca da 50 metri sono:
- 50 m rana: 31"85
- 100 m rana: 1'07"15
- 200 m rana: 2'25"90
- 4×100 m mista: 4'02"75 (record italiano)

I suoi primati personali in vasca da 25 metri sono:
- 50 m rana: 31"29
- 100 m rana: 1'06"56
- 200 m rana: 2'21"82 (record italiano)
- 4×50 m mista: 1'50"16 (record italiano)
- 4×100 m mista: 3'57"58 (record italiano)

## Palmarès
| Giochi olimpici                | ---                     | 100 m rana                | 200 m rana                | 4×100 m mista                        |
| 2004 Atene Grecia              | ---                     | 16ª in semifinale 1'10"84 | 14ª in semifinale 2'30"76 | squalificata :                       |
| 2012 Londra Regno Unito        | ---                     | ---                       | 22ª in batteria 2'27"74   | ---                                  |
| Mondiali                       | ---                     | 100 m rana                | 200 m rana                | 4×100 m mista                        |
| 2005 Montreal Canada           | ---                     | 8ª 1'08"98                | 9ª in semifinale 2'28"87  | 5ª - 4'04"90 frazione: 1'08"45       |
| 2007 Melbourne Australia       | ---                     | 23ª in batteria 1'10"41   | 22ª in batteria 2'31"49   | 10ª - 4'06"64 frazione: 1'09"89      |
| 2009 Roma Italia               | ---                     | 9ª in semifinale 1'07"16  | 18ª in batteria 2'26"74   | squal. in batteria frazione: 1'07"08 |
| 2011 Shanghai Cina             | ---                     | 23ª in batteria 1'09"50   | 16ª in semifinale 2'28"14 | 14ª - 4'04"74 frazione: 1'08"21      |
| Mondiali in vasca corta        | 50 m rana               | 100 m rana                | 200 m rana                | 4×100 m mista                        |
| 2006 Shanghai Cina             | ---                     | 13ª in semifinale 1'09"06 | 14ª in batteria 2'30"86   | 4ª - 4'01"07 frazione: 1'08"82       |
| 2010 Dubai Emirati Arabi Uniti | 25ª in batteria 31"86   | 19º in batteria 1'07"69   | 13º in batteria 2'24"17   | 7ª - 3'57"58 frazione: 1'07"22       |
| Europei                        | 50 m rana               | 100 m rana                | 200 m rana                | 4×100 m mista                        |
| 2002 Berlino Germania          | ---                     | ---                       | 7ª 2'30"59                | ---                                  |
| 2004 Madrid Spagna             | 20ª in batteria 33"85   | 5ª 1'09"69                | 13ª in semifinale 2'35"11 | 4ª - 4'07"79 frazione: 1'09"63       |
| 2006 Budapest Ungheria         | ---                     | 8ª 1'09"47                | 22ª in batteria 2'35"98   | squalificata :                       |
| 2008 Eindhoven Paesi Bassi     | 21ª in batteria 32"82   | 11ª in semifinale 1'10"05 | 14ª in semifinale 2'32"41 | 9ª - 4'11"17 frazione: 1'10"36       |
| 2010 Budapest Ungheria         | ---                     | 9ª in semifinale 1'08"84  | 6ª 2'28"61                | 5ª - 4'05"53 frazione: 1'08"73       |
| 2012 Debrecen Ungheria         | 16ª in semifinale 32"60 | 7ª 1'08"82                | 20ª in batteria 2'32"73   | Argento 4'01"92                      |
| Europei in vasca corta         | 50 m rana               | 100 m rana                | 200 m rana                | 4×50 m mista                         |
| 2002 Riesa Germania            | ---                     | 14ª in semifinale 1'10"86 | 15ª in batteria 2'33"57   | ---                                  |
| 2003 Dublino Irlanda           | 22ª in batteria 32"65   | 9ª in semifinale 1'08"29  | 7ª 2'27"29                | 7ª nuota in batteria                 |
| 2005 Trieste Italia            | 6ª 31"29                | Bronzo 1'06"98            | Bronzo 2'23"40            | 4ª - 1'50"16 frazione: 31"00         |
| 2008 Rijeka Croazia            | 18ª in batteria 31"63   | 7ª in batteria 1'07"00    | 12ª in batteria 2'26"00   | ---                                  |
| 2009 Istanbul Turchia          | 37ª in batteria 31"64   | 13ª in semifinale 1'06"58 | 9ª 2'22"77                | ---                                  |
| 2010 Eindhoven Paesi Bassi     | 15ª in semifinale 31"79 | 6ª 1'08"12                | Bronzo 2'24"52            | ---                                  |
| Giochi del Mediterraneo        | 50 m rana               | 100 m rana                | 200 m rana                | 4×100 m mista                        |
| 2001 Tunisi Tunisia            | ---                     | ---                       | Oro 2'31"00               | ---                                  |
| 2009 Pescara Italia            | ---                     | ---                       | Argento 2'26"84           | ---                                  |
| Universiadi                    | ---                     | 100 m rana                | 200 m rana                | 4×100 m mista                        |
| 2009 Belgrado Serbia           | ---                     | Oro 1'07"15               | 4ª 2'25"90                | Argento: 4'02"75 frazione: 1'07"62   |
| Europei giovanili              | 50 m rana               | 100 m rana                | 200 m rana                | 4×100 m mista                        |
| 2001 Malta Malta               | 9ª in semifinale 33"59  | 4ª 1'11"86                | 4ª 2'32"41                | ---                                  |
| 2002 Linz Austria              | 8ª 33"72                | 4ª 1'11"94                | 4ª 2'31"15                | 8ª - 4'20"50 frazione: 1'12"40       |

### Campionati italiani
39 titoli individuali e 1 in staffetta, così ripartiti:
- 5 nei 50 m rana
- 15 nei 100 m rana
- 19 nei 200 m rana
- 1 nella staffetta 4×50 m mista

nd = non disputata
| Anno | Edizione    | st.libero 4×200 m | rana 50 m | rana 100 m | rana 200 m | mista 4×50 m | mista 4×100 m |
| ---- | ----------- | ----------------- | --------- | ---------- | ---------- | ------------ | ------------- |
| 2000 | Primaverili | -                 | -         | -          | 3          | nd           | -             |
| 2000 | Estivi      | -                 | -         | -          | 2          | nd           | -             |
| 2000 | Invernali   | nd                | -         | -          | 3          | -            | nd            |
| 2001 | Primaverili | -                 | -         | 3          | 3          | nd           | -             |
| 2001 | Estivi      | -                 | -         | 3          | 1          | nd           | -             |
| 2001 | Invernali   | nd                | -         | 3          | 1          | -            | nd            |
| 2002 | Primaverili | -                 | -         | -          | 1          | nd           | -             |
| 2002 | Estivi      | -                 | -         | 2          | 2          | nd           | -             |
| 2002 | Invernali   | nd                | -         | 2          | 2          | nd           | nd            |
| 2003 | Primaverili | -                 | -         | 2          | 2          | nd           | -             |
| 2003 | Estivi      | 2                 | 2         | 1          | 1          | nd           | -             |
| 2003 | Invernali   | nd                | -         | 1          | 1          | -            | nd            |
| 2004 | Primaverili | -                 | 1         | 1          | 1          | nd           | 2             |
| 2004 | Estivi      | -                 | 2         | 1          | 2          | nd           | 3             |
| 2004 | Invernali   | nd                | 1         | 1          | 1          | -            | nd            |
| 2005 | Primaverili | -                 | -         | 1          | 1          | nd           | 3             |
| 2005 | Estivi      | -                 | 3         | 1          | 1          | nd           | -             |
| 2005 | Invernali   | nd                | -         | 1          | -          | -            | nd            |
| 2006 | Primaverili | -                 | 3         | 1          | 1          | nd           | -             |
| 2006 | Estivi      | -                 | 3         | 2          | -          | nd           | -             |
| 2006 | Invernali   | nd                | 2         | 3          | 1          | nd           | nd            |
| 2007 | Primaverili | -                 | 2         | 1          | 1          | nd           | -             |
| 2007 | Invernali   | nd                | 1         | 1          | 1          | nd           | nd            |
| 2008 | Primaverili | -                 | 2         | 2          | 3          | nd           | -             |
| 2008 | Invernali   | nd                | -         | 3          | 1          | nd           | nd            |
| 2009 | Primaverili | -                 | 3         | -          | 2          | nd           | -             |
| 2009 | Estivi      | -                 | -         | -          | 2          | nd           | -             |
| 2009 | Invernali   | nd                | -         | 2          | 1          | nd           | nd            |
| 2010 | Primaverili | -                 | -         | 1          | 1          | nd           | -             |
| 2010 | Estivi      | nd                | -         | -          | 1          | nd           | nd            |
| 2010 | Invernali   | nd                | -         | 1          | 1          | 2            | nd            |
| 2011 | Primaverili | -                 | 1         | 1          | 1          | nd           | 2             |
| 2011 | Estivi      | nd                | 2         | 3          | 2          | 1            | nd            |
| 2011 | Invernali   | nd                | 1         | 1          | 2          | nd           | 2             |